# Myrmeleon (Myrmeleon) elongatus
Myrmeleon (Myrmeleon) elongatus is een insect uit de familie van de mierenleeuwen (Myrmeleontidae), die tot de orde netvleugeligen (Neuroptera) behoort. 
Myrmeleon (Myrmeleon) elongatus is voor het eerst wetenschappelijk beschreven door Olivier in 1811.